# Uto, Kumamoto
Uki (宇城市 Uki-shi) là một thành phố thuộc tỉnh Kumamoto, Nhật Bản. Thành phố được thành lập ngày 01 tháng 10 năm 1958.
Đến năm 2005, dân số thành phố là 38.158 người trên diện tích 74,17  km², mật độ 514.47 người/ km².